# Siège de Drépane

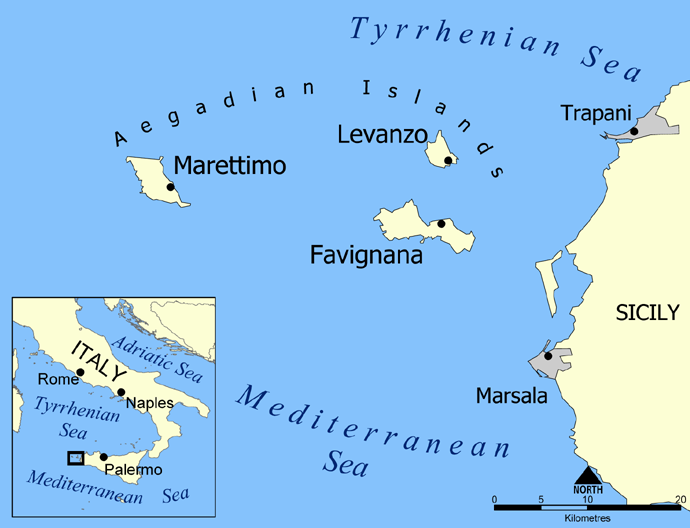
Situation de Drépane (Trapani) et des îles Égates

Le siège de Drépane a eu lieu d'environ 249 à 241 av. J.-C. au cours de la première guerre punique. 

## Histoire
Drépane (Trapani) et Lilybaeum (Marsala) étaient deux bastions portuaires carthaginois à l'extrémité occidentale de la Sicile qui ont subi une attaque romaine prolongée. Au début du siège, la victoire navale des Carthaginois sur la République romaine lors de la bataille de Drépane en -249 détruisit le blocus naval romain et permit aux Carthaginois de soutenir les deux ports assiégés par la mer. L'accès terrestre à Drépane était contrôlé par le mont Eryx, contesté par les deux armées, les Romains finissant par l'emporter.
En 241, les Romains sous Caius Lutatius Catulus avaient reconstruit leur flotte et intensifié leur siège à Drépane, forçant les Carthaginois à envoyer une flotte de soutien.  La flotte punique a été interceptée et détruite par la flotte adverse lors de la bataille des îles Égates, en face de Drépane. La ville qui a résisté jusqu'alors doit capituler. Elle et la plus grande partie de la Sicile sont annexées par Rome, mettant fin à la première guerre punique.